# Planimontia goodnightorum
Genre
Espèce
Planimontia goodnightorum, unique représentant du genre Planimontia, est une espèce d'opilions laniatores de la famille des Triaenonychidae.

## Distribution
Cette espèce est endémique du Cap-Occidental en Afrique du Sud. Elle se rencontre dans la montagne de la Table.

## Description
Le mâle holotype mesure 1,75 mm et les femelles de 2,15 à 2,35 mm.

## Étymologie
Cette espèce est nommée en l'honneur de Clarence James Goodnight et Marie Louise Goodnight.

## Publication originale
- Kauri, 1961 : « Opiliones. » South African animal life. Results of the Lund University Expedition in 1950-1951, vol. 8, p. 9-197.